# Пішево
Пішево (пол. Piszewo, нім. Waldensee) — село в Польщі, у гміні Єзьорани Ольштинського повіту Вармінсько-Мазурського воєводства.
Населення — 148 осіб (2011).
У 1975-1998 роках село належало до Ольштинського воєводства.

## Демографія
Демографічна структура станом на 31 березня 2011 року:
|          | Загалом | Допрацездатний вік | Працездатний вік | Постпрацездатний вік |
| -------- | ------- | ------------------ | ---------------- | -------------------- |
| Чоловіки | 84      | 23                 | 56               | 5                    |
| Жінки    | 64      | 18                 | 36               | 10                   |
| Разом    | 148     | 41                 | 92               | 15                   |